# Рассел, Томас
Томас «Том» Рассел (англ. Thomas (Tom) Russell; 27 мая 1920, Мелроз, Шотландия, Великобритания — 5 июля 2016, там же) — британский государственный и колониальный деятель, губернатор Каймановых островов (1974—1981).

## Биография
Родился в семье полковника Томаса Рассела. Окончил Сент-Эндрюсский университет с присвоением степени магистра.
Участник Второй мировой войны. Служил в Северной Африке и Италии в составе батальона «Чёрный Дозор» (Black Watch), «камеронианцев» («Шотландские винтовки») и парашютного полка, принимал участие в десантной атаке на Таранто (1943), в феврале 1944 г. был ранен и взят в плен.
В послевоенное время служил адъютантом Первого парашютного полка Учебного центра пехоты (ITC), в сентябре 1946 г. был уволен в звание капитана.
Затем был назначен в колониальную административную службу, прошел курс колониального управления в Колледже святого Петра Кембриджского университета с присвоением диплома в сфере антропологии. 
- 1948—1949 гг. окружной комиссар Западного округа,
- 1949—1951 гг. — председатель окружной администрации в округе Малаита на Британских Соломоновых островах,
- 1951—1952 гг. — переведен в штаб-квартиру Верховного комиссара Западной части Тихого океана в Суве,
- 1952—1954 гг. — помощника секретаря Британских Соломоновых островов по кадрам и финансам,
- 1954—1956 гг. — окружной комиссар Малаиты,
- 1956—1957 гг. — в аппарате Министерства по делам колоний Великобритании.

С 1957 г. вновь на руководящих должностях в администрации Британских Соломоновых островов. В 1962—1965 гг. — заместитель секретаря по финансам, в 1965—1970 гг. — секретарем по финансам.
В 1970—1974 гг. — главный секретарь Британских Соломоновых островов.
В 1974—1981 гг. — губернатор Каймановых островов.
В 1982—2000 гг. являлся представителем правительства Каймановых островов в Великобритании.
В 2003 г. опубликовал автобиографию «Имею честь быть». В 2012 г. принц Филипп назначил его пожизненным вице-президентом Королевской лиги членов бывших служб Содружества.

## Награды и звания
Командор ордена Британской империи (1970). Кавалер ордена Святых Михаила и Георгия (1980).